# Kamerun i olympiska sommarspelen 1964
Kamerun deltog med en deltagare vid de olympiska sommarspelen 1964 i Tokyo. Landets deltagare erövrade ingen medalj.

## Friidrott
- David Njitock